# Log, Ruše
Log este o localitate din comuna Ruše, Slovenia, cu o populație de 305 locuitori.